# F 10 (sous-marin)
Pour les articles homonymes, voir F10.
Le F 10 est un sous-marin italien de la classe F, lancé pendant la Première Guerre mondiale et en service dans la Regia Marina.

## Caractéristiques
La classe F déplaçait 260 tonnes en surface et 320 tonnes en immersion. Les sous-marins mesuraient 46,63 mètres de long, avaient une largeur de 4,22 mètres et un tirant d'eau de 2,62 mètres. Ils avaient une profondeur de plongée opérationnelle de 40 mètres. Leur équipage comptait 2 officiers et 24 sous-officiers et marins.
Pour la navigation de surface, les sous-marins étaient propulsés par deux moteurs diesel FIAT de 325 chevaux-vapeur (cv) (239 kW) chacun entraînant deux arbres d'hélices. En immersion, chaque hélice était entraînée par un moteur électrique Savigliano de 250 chevaux-vapeur (184 kW). Ils pouvaient atteindre 12,3 nœuds (22,8 km/h) en surface et 8 nœuds (14,8 km/h) sous l'eau. En surface, la classe F avait une autonomie de 1 200 milles nautiques (2 222 km) à 9,3 noeuds (17,22 km/h); en immersion, elle avait une autonomie de 139 milles nautiques (257 km) à 1,5 noeuds (2,77 km/h).
Les sous-marins étaient armés de 2 tubes lance-torpilles à l'avant (proue) de 45 centimètres, pour lesquels ils transportaient un total de 4 torpilles. Sur le pont arrière se trouvait 1 canon antiaérien Armstrong de 76/30 mm pour l'attaque en surface. Ils étaient également équipés d'une mitrailleuse Colt de 6,5 mm.

## Construction et mise en service
Le F 10 est construit par le chantier naval FIAT-San Giorgio de La Spezia en Italie, et mis sur cale le 31 août 1915. Il est lancé le 19 octobre 1916 et est achevé et mis en service le 29 décembre 1916. Il est commissionné le même jour dans la Regia Marina.

## Historique
Une fois opérationnel, le F 10 est employé, sous le commandement du lieutenant de vaisseau (tenente di vascello) Alessandro De Micheli, dans des missions anti-sous-marines en mer Tyrrhénienne supérieure.
En mars 1917, il est affecté à l'escadron de sous-marins de Brindisi. 
Le 11 mars, pendant le voyage de transfert (effectué avec son navire-jumeau (sister ship) F 9, il est aperçu par le destroyer Euro et le torpilleur Airone au large de Messine, pris pour un U-boot et bombardé, mais il a réussi à s'échapper indemne grâce à une manœuvre de plongée rapide. 
En octobre 1917, il est déployé à Vlora et employé à la défense de ce port. 
En mars 1918, il est transféré au 1er escadron de sous-marins, basé à Venise, et est employé dans un rôle défensif sur la côte dalmate et en dehors des ports de Pula et de Trieste. 
Début mars 1918, il est envoyé en embuscade dans les eaux au large de Pula, en prévision du départ de la flotte austro-hongroise (ce qui entraîne la Bataille de Premuda), mais ne voit aucun navire.
Il a effectué un total de 32 missions de guerre, toutes sans résultat. 
Dès la fin de la guerre, il est resté dans la mer Adriatique en participant à des exercices et à des croisières jusqu'en 1930, date à laquelle il est désarmé et radié le 2 juin 1930.  Plus tard, il est mis au rebut.